# Peter Opsvik
Peter Opsvik (Stranda, 25 maart 1939 – 30 september 2024) was een Noorse industrieel ontwerper die vooral bekend geworden is met ergonomische stoelen.

## Biografie
Peter Opsvik is ook een jazzmuzikant en was lid van de Christiania Jazz band (sinds 1972) en de band Christiania 12 (sinds 1993). Hij is de vader van jazzbassist Eivind Opsvik. 
Opsvik overleed op 30 september op 85-jarige leeftijd.

## Werken (selectie)
- Nomi High Chair (Evomove, 2013)
- Tripp trapp (Stokke, 1972)

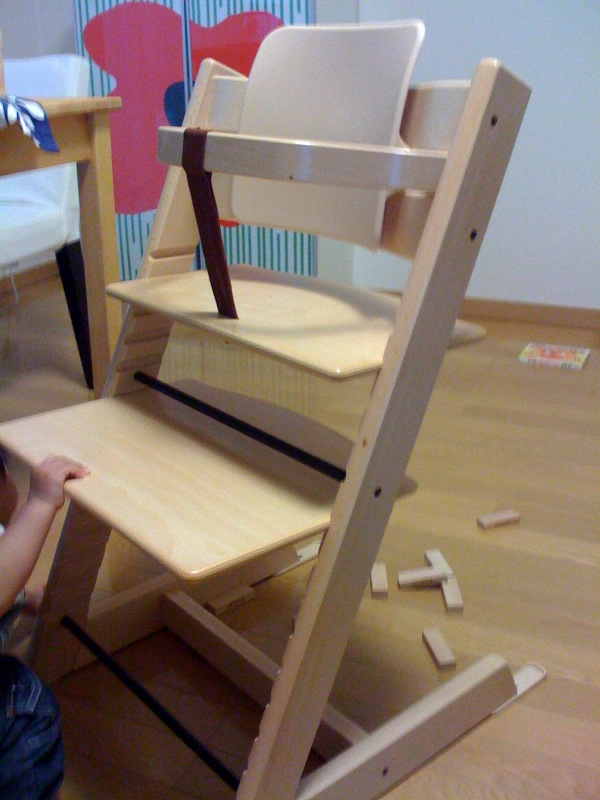
Tripp Trapp

- Variable balans (Varier Furniture, 1979)
- Wing balans (Varier Furniture, 1983)

## Erkentelijkheden
- 2019 - Product Safety Award 2019 European Commissie voor Nomi Highchair
- 2013 - Red Dot Award voor Nomi High chair
- 2011 - Red Dot award voor Capisco Puls
- 2011 - IF Product Design gold award 2011 voor Capisco Puls
- 2011 - Norwegian Design of Excellence award